# Godfrey Copley
Sir Godfrey Copley, 2nd Baronet FRS (/ˈkɒpli/; circa 1653 – 9 aprilie 1709) a fost un proprietar de pământ englez, colecționar de artă și persoană publică, Fellow al Royal Society, care a locuit la Sprotbrough House, în apropierea localității Doncaster din South Yorkshire.

## Biografie
Godfrey Copley (2nd Baronet) a fost fiul lui Sir Godfrey Copley, 1st Baronet (1623–1677), care fusese înobilat ca baron de Regele Carol al II-lea în 1661, și a devenit succesorul titlui și proprietăților tatălui său în 1678. Începând cu 1677, a urmat cariera de a servi ca High Sheriff of Yorkshire.
Copley a fost unul dintre marii proprietari de pământ din Nottinghamshire și South Yorkshire, deținând proprietăți funciare în Sprotbrough, Newton, Cusworth, Cadeby, Wildthorpe, Loversall, Doncaster, Bentley și Warmsworth, precum și în alte locuri. 

### Fellow of the Royal Society
Urmând alegerea sa ca membru al Royal Society în 1691, Copley a donat în 1709 suma de £100 (o sumă importantă pentru acea vreme) Societății Regale pentru constituirea unui premiu anual pentru realizări științifice.
Astfel Medalia Copley a fost constituită, devenind nu numai cea mai veche onoare britanică conferită oamenilor de știință, ci și cea mai veche onoare de acest fel din lume. În prezentarea sa, se afirmă că medalia se oferă „ca [un gest de] încredere [din partea]] Societății Regale din Londra pentru îmbunătățirea cunoștințelor naturale” (conform originalului din engleză, "in trust for the Royal Society of London for improving natural knowledge").

### Funcții publice
Copley a fost membru al parlamentului pentru districtul electoral Aldborough între 1679 și 1685, respectiv pentru districtul electoral Thirsk între 1695 și 1709. De asemenea, a avut și alte funcții, precum cele de supraveghetor al contabililor publici și supraveghetor al contabililor armatei.

### Viață personală, urmași
Copley a decedat în casa sa din Westminster în 1709 și a fost înmormântat la Sprotbrough. A fost căsătorit de două ori, prima dată cu Catherine, fiica lui John Pucell din Natribia, Montgomeryshire, (cu care a avut o fată, Catherine) și a doua oară cu Gertrude, fiica lui Sir John Carew of Anthony, Cornwall. Neavând urmași pe linie masculină, titlul de baronet a fost pierdut. Proprietățile sale au trecut prin mai multe mâini, inițial prin cele ale unui văr îndepărtat, Lionel, după care au revenit familiei, mai exact nepotului (de bunic) al lui Copley, fiului fiicei sale, Catherine. 
Catherine, fiica lui Copley, s-a căsătorit cu Joseph Moyle of Beke, Cornwall, cu care a avut un fiu Joseph Moyle, care a fost Clerk of the Signet, și-a schimbat oficial numele în Copley printr-o decizie a Parlamentului (Act of Parliament) la re-dobândirea proprietătilor din Sprotbrough, fiind ulterior înnobilat ca baron în 1778.